# Frosttrocknis
Frosttrocknis bezeichnet bei höheren Pflanzen einen Zustand des Wassermangels. Dieser entsteht dadurch, dass die Pflanzen Wasser durch Transpiration verlieren, jedoch aus dem gefrorenen Boden kein Wasser aufnehmen können, da dieses in Form von Eis gebunden ist. Frosttrocknis ist besonders in Gebirgen und in subarktischen und arktischen Lebensräumen von Bedeutung. Der dadurch entstandene Schaden wird ebenfalls als Frosttrocknis oder als Winterdürre bezeichnet.
Bereits bei niedrigen Bodentemperaturen ohne Frost kann es zu Problemen mit der Wasserversorgung und damit Pflanzenwelke kommen, da die Transportwiderstände erhöht sind und die Wurzeln nicht mehr wachsen. Während Pflanzen der Tundra und der Hochgebirge auch bei teilweise gefrorenem Boden noch Wasser aufnehmen können, wird die Wasserversorgung von Pflanzen warmer Gebiete bereits bei 5 bis 10 °C beeinträchtigt. Bei Zitruspflanzen etwa können Austrocknungserscheinungen bereits bei über 0 °C auftreten.
Frosttrocknis tritt besonders an schneearmen Standorten auf, wo der Boden tief gefriert und die Pflanzenteile über die Schneebedeckung hinausreichen (Phanerophyten). Zeitlich tritt sie vor allem im Spätwinter auf, wenn die stärker werdende Sonne zu einer höheren Transpiration führt.
Es werden zwei Typen der Frosttrocknis unterschieden:
- Der akute Zusammenbruch der Wasserversorgung erfolgt bei solchen Pflanzen, die im Winter ihre Spaltöffnungen rasch öffnen. Sie verlieren durch Transpiration viel Wasser, das aus dem Boden nicht nachgeliefert werden kann. Dadurch reißt der Transpirationsstrom in den Xylemgefäßen ab, es bilden sich Spannungsembolien. So kommt es recht schnell zu Schäden an Blättern und Zweigspitzen.
- Chronische Schäden treten bei Pflanzen auf, die ihre Spaltöffnungen im Winter geschlossen halten und Wasser durch die Cuticula und Periderm langsam verlieren. Zu ihnen gehören die Nadelbäume und die Laubbäume.

## Weiterführende Literatur
- W. Tranquillini: Frost-drought and its ecological significance. In: O.L. Lange, P.S. Nobel, C.B. Osmond, H. Ziegler (Hrsg.): Encyclopedia of Plant Physiology, Band 12B, Springer Berlin 1992, S. 379–400.